# Las Fuentes, Guanajuato
Las Fuentes är en ort i Mexiko.   Den ligger i kommunen Dolores Hidalgo och delstaten Guanajuato, i den centrala delen av landet, 260 km nordväst om huvudstaden Mexico City. Las Fuentes ligger 1 978 meter över havet och antalet invånare är 102.
Terrängen runt Las Fuentes är en högslätt. Runt Las Fuentes är det ganska tätbefolkat, med 93 invånare per kvadratkilometer. Närmaste större samhälle är Dolores Hidalgo, 18,3 km väster om Las Fuentes. Trakten runt Las Fuentes består till största delen av jordbruksmark.